# El Charco (La Palma)
El Charco é um vulcão na ilha de La Palma, nas Canárias, cuja erupção ocorreu em 1712.

A 4 de outubro de 1712, a terra começou a tremer, ocorrendo vários sismos. A 8 de outubro começou a emergir fumo numa propriedade denominada Charco, de Ana Teresa Massieu, exatamente onde se localizava a nascente. A erupção começou no dia seguinte, um domingo, com a abertura de duas fissuras. Cerca de outras 20 aberturas mais pequenas, assim como duas fendas maiores. O vulcão cessou a sua atividade pouco antes do amanhecer do dia 3 de dezembro.